# Populus pilosa
Populus pilosa är en videväxtart som beskrevs av Alfred Rehder. Populus pilosa ingår i släktet popplar, och familjen videväxter. Utöver nominatformen finns också underarten P. p. leiocarpa.